# 儒格金標霰彈槍
儒格金標（英語：Ruger Gold Label）是由美國斯特姆-儒格製造的雙管霰彈槍，為左右相疊式，設計上類似英國傳統霰彈槍，用於狩獵陸棲鳥類與陶瓷土靶射擊。

## 特色
儒格金標有不鏽鋼機匣與藍化槍管。槍托與槍床前端（Fore-end）由AAA-級的美洲胡桃木製作。其6½英鎊的質量是在雙管霰彈槍中算輕的。只有一個扳機，槍管選擇機構可以讓用戶選擇要先發射哪一邊的槍管。即使第一發是無後座力的未發彈仍可接著射第二發。槍管選擇器與手動保險是結合在一起的，位於機匣的後上方、頂桿之後。打開中折式機構後會自動關保險。只有製造12號徑的版本。其彈藥膛室有3英吋長，可以使用2¾或3英吋的霰彈。使用旋入式的喉缩，可以使用鋼製霰彈丸。

## 型號
此槍有兩種版本，一種是有附手槍握把的美式槍托，另一種是有直條握把的英式槍托。兩種型號的槍床前端都有碎塊刻紋。
儒格金標只在2004年至2006年間被製造。在2008年的型錄中被列為是售完為止的，這預計能在2009年達成。根據顧客的電郵詢問等，不再生產的原因是因為製造成本過高。